# ایگل (پنسیلوانیا)
ایگل (به انگلیسی: Eagle) یک منطقهٔ مسکونی در ایالات متحده آمریکا است که در پنسیلوانیا قرار دارد. ایگل ۷٬۵۲۰ نفر جمعیت دارد.